# 雷米库尔 (马恩省)
雷米库尔（法語：Remicourt）是法国马恩省的一个市镇，属于圣默努尔德区（Sainte-Menehould）阿戈讷地区吉夫里县（Givry-en-Argonne）。该市镇总面积9.37平方公里，2009年时的人口为65人。

## 人口
雷米库尔人口变化图示